# Papilio jordani
Papilio jordani – gatunek motyla z rodziny paziowatych (Papilionidae), występujący naturalnie wyłącznie w Indonezji.